# فدجا ون هوئت
فِدجا وَن هوئِت (هلندی: Fedja van Huêt؛ زاده ۲۱ ژوئن ۱۹۷۳، در لاهه) هنرپیشهٔ صحنه و سینمای هلندی است.

## زندگی حرفه‌ای و شخصی
ون هوئت آموزش حرفه‌ای خود را در آکادمی هنرهای دراماتیک ماستریخت دریافت کرد. او در گروه شرکت‌های تئاتری «آر او» و «تئاترکمپانی/هلندیا» فعال بوده و در حال حاضر با «تئاتر تونیل‌گروپ» در آمستردام همکاری دارد.
او در سال ۲۰۰۱ جایزه گوساله طلایی، معتبرترین جایزهٔ فیلم هلند را برای بهترین بازیگر مرد برای فیلم امنزیا دریافت کرد.
ون هوئت با کاتیا شوئرمن و هالینا رین رابطه داشته‌است.

## گزیدهٔ فیلم‌شناسی

### فیلم
- بازگشت به اوگست‌خیست (۱۹۸۷) در نقش پیتر کوچولو
- شخصیت (۱۹۹۷) در نقش جیکوب ویلم کاتادروف
- وایلد ماسلز (۲۰۰۰) در نقش لین
- امنزیا (۲۰۰۱)
- واعظ (۲۰۰۴) در نقش وکیل جنایی
- گارسون (۲۰۰۶) در نقش رالف
- لافت (۲۰۱۰) در نقش بارت
- بچه زیگزاگ (۲۰۱۲) در نقش جیکوب
- نور روز (۲۰۱۳)
- سوف (۲۰۱۳)
- متهم (۲۰۱۴)
- اشک، عرق، خون (۲۰۱۵) در نقش تیم گریک
- گانگستر کوچک (۲۰۱۵)
- جی. کسلز (۲۰۱۵)
- دی هلد (۲۰۱۶)
- معاون آمستردام (۲۰۱۹)
- سرزمین‌های مرزی [nl] (۲۰۱۹)
- بد حرف نزن (۲۰۲۲)

### تلویزیون
نقش‌های فرعی در باانتجر، مراقب باشید!!! و اوقات خوب، اوقات بد، نقش اصلی در زنا (۲۰۱۱–۲۰۱۵)